# Wearing and Tearing
«Wearing and Tearing» — песня британской рок-группы Led Zeppelin, записанная в стокгольмской студии «Polar» во время сессий к альбому In Through the Out Door. Композиция стала одной из трёх песен (две остальные: «Ozone Baby» и «Darlene»), которые не попали на In Through the Out Door в связи с нехваткой места и позже были выпущены на Coda.
«Wearing and Tearing» является одной из самых тяжёлых песен группы и была своего рода заявлением того, что Led Zeppelin могли конкурировать с популярными в то время панк-группами. Gibson писали: «[„Wearing and Tearing“ служит] доказательством того, что с приходом энергии и агрессии у панк-рокеров ничего не было на [Led] Zep[pelin]». Группа планировала выпустить песню в виде специального памятного сингла предшествующего их выступлению на фестивале Небуорт в 1979 году, однако из-за нехватки времени эта идея осталась неосуществлённой.
Led Zeppelin никогда не исполняли «Wearing and Tearing» на концертах. Джимми Пейдж и Роберт Плант исполнили песню на своём выступлении в Небуорте в 1990 году.

## Участники записи
- Роберт Плант — вокал
- Джимми Пейдж — гитара
- Джон Пол Джонс — бас-гитара
- Джон Бонэм — ударные